# Хиневич, Александр Юрьевич
Алекса́ндр Ю́рьевич Хине́вич (Коловра́т; род. 19 сентября 1961, Омск) — российский писатель, основатель и глава (глава Ордена-Миссии «Джива — Храм Инглии», «капен-инглинг», «Патер Дий», «отец Александр») нового религиозного объединения славянской неоязыческой направленности, «Древнерусской инглиистической церкви православных староверов-инглингов» (инглиизм).
Учение инглиистов, созданное Хиневичем, сочетает эзотерику с существенным влиянием учения Елены Блаватской и идеологию радикального неоязычества. Инглиизм активно пропагандирует идеи о превосходстве белых («великая РАСА») над другими расами, радикальный расовый антисемитизм, христианофобию, антицыганизм и нетерпимость к детям-инвалидам. Согласно инглиизму, разные расы являются разными видами — пришельцами с разных созвездий, поэтому утверждается, что межрасовые браки приводят к «деградации» физической и духовной сфер. Первыми людьми на Земле были «славяне и арии», заселившие полярный континент страну Даарию на северном материке более 450 тысяч лет назад. Утверждается, что в мире идёт расовая борьба «славян и ариев» («белых») против имеющих рептилоидные признаки «серых» — евреев. В качестве символа белой расы и символа движения инглиизма используется свастика и её модификации.
Автор фальсификации «Славяно-арийские веды», в инглиизме рассматриваемой как переводы древних «славяно-арийских» писаний, самая старая часть которого, согласно учению, создана 40 тысяч лет назад. Является также автором алфавита, получившим название «буквица», который заявлен как древний и обрёл широкую популярность.

## Биография и деятельность
Александр Хиневич родился в Омске в 1961 году, окончил ПТУ в Приморье, а затем поступил в Омский политехнический институт, но закончить его не смог. Служил в армии водителем автомобиля, после демобилизации работал настройщиком аппаратуры музыкальных групп, выступавших в Омске.
В начале Перестройки занимался гипнозом и парапсихологией. Получил известность на волне оккультного бума конца 1980-х годов, когда выступал с публичными лекциями по эзотерике, занимался сеансами массового целительства и поиском НЛО. В 1990 году провёл серию экспедиций в «аномальную зону» в Муромцевском районе Омской области для исследования контакта с НЛО.
В 1990 году в Омске открыл Центр по изучению паранормальных явлений «Джива-Астра», который занимался «изгнанием бесов» и другим коммерческим целительством. В 1991 году принял участие в организации и проведении конференции «Тайные знания».
В 1991 году Центр «Джива» был преобразован в неоязыческую Древнерусскую инглиистическую церковь «Джива Храм Инглии». Эта церковь проповедовала Всеобщую Истину, исконную религию, якобы принесённую из космоса «белыми людьми — ариями» из космоса.
Свой путь в мистицизме Хиневич начинал через индийские («арийские») образы, издавая в 1991 году альманах «Джива-Астра». Эти образы отражены во многих элементах инглиизма и в «Славяно-арийских ведах».
В 1992 году, вернувшись из США, Хиневич зарегистрировал религиозную общину «инглингов». Утверждал, что основал в США филиалы своей организации. Предположительно, встречался в США с представителями Церкви саентологии.

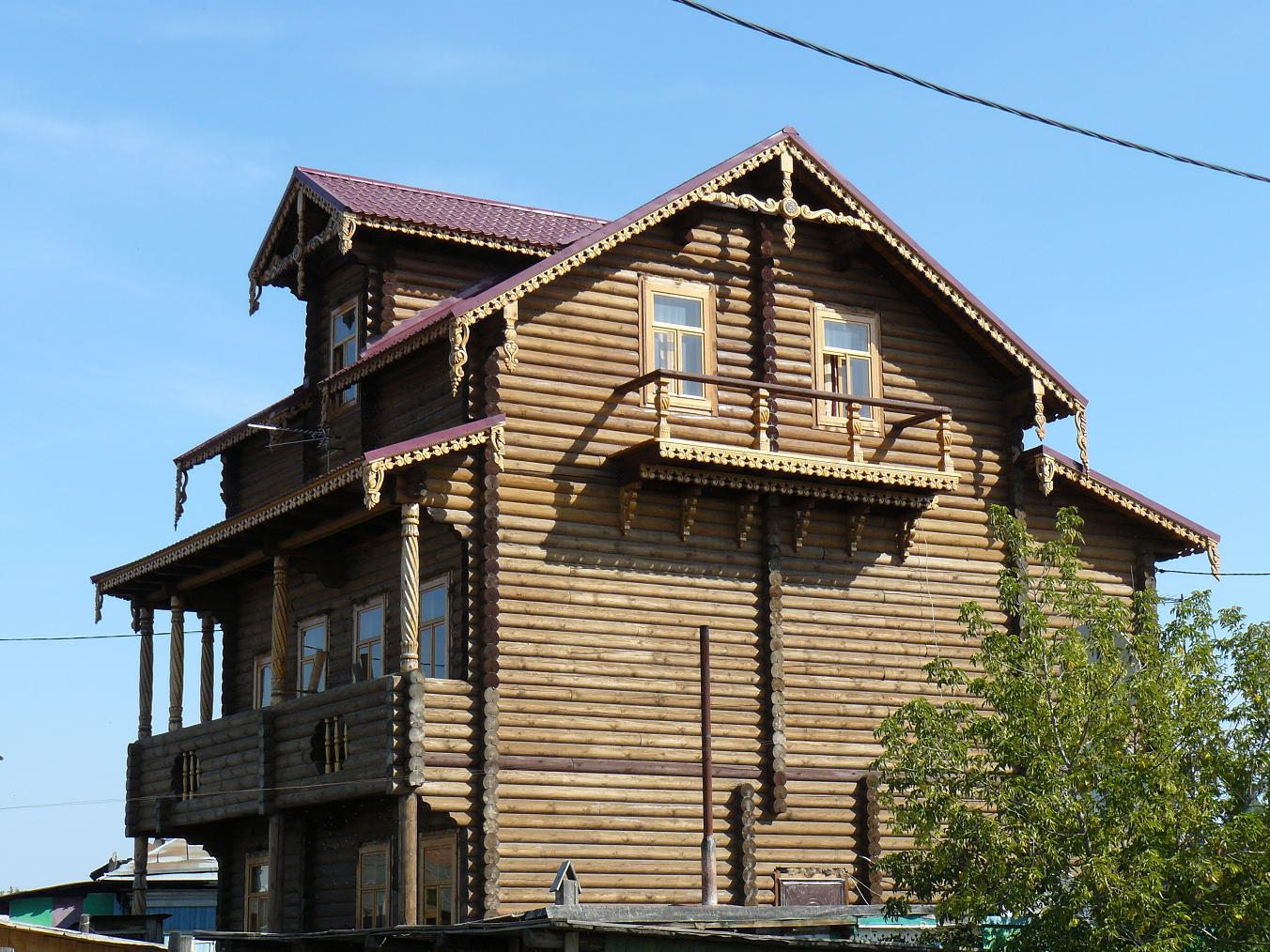
Резиденция А. Ю. Хиневича в штаб-квартире Инглиистской церкви, Омск

Община была официально зарегистрирована в Омске 29 октября 1992 года.
Вначале движение Хиневича носило выраженную политическую окраску. Лозунгами были культ русской нации, возрождение «язычества» как национальной идеи, почитание «арийских» предков. Хиневич ориентировался на ультранационалистическое движение Русское национальное единство (РНЕ). В 1994 году пытался баллотироваться в городскую думу, но не имел успеха. Организовывал массовые неоязыческие празднества и ритуалы, где его последователи жгли костры в виде свастики. В ряде случаев это действо проводилось на территории воинской части. Церковь имела жёсткую иерархию, возглавляемую самим «Патером Дием».
На 2009 год в браке не состоял, несовершеннолетних детей не имел.
В «Славяно-арийских ведах» Перун в диалоге с древними «славянами и ариями» в числе прочего предсказывает возрождение Старой Веры, знания о которой скрывающиеся инглиисты и их великий жрец передадут новому «великому жрецу» (Хиневичу). Перун предсказывает явление великой жрицы, которую в четырнадцать лет приведут к «великому жрецу», и в любви с которым она родит другую великую жрицу. Последняя должна спасти «белую расу». «Чужеземцы» (евреи) при этом будут всячески мешать.

## Судебное преследование
В 1997 году у Хиневича возник конфликт с местной администрацией. Власти Омска обвинили инглиистов в использовании свастики и национализме и попытались отобрать здание, где находилось капище Перуна.
С 5 мая 2004 года деятельность трёх общин церкви «инглингов» (собственно «Древнерусская церковь…», «Славянская община Асгард» и «Славянская община Храма мудрости Перуна») была запрещена на основании решения Омского областного суда, который счёл проявлениями экстремизма: детали одежды, содержащие в себе элементы свастики; призывы в распространяемых общиной книгах.
Две недели спустя им было предъявлено обвинение в пропаганде нацистской символики и превосходства белой расы.
В июле Хиневич возродил свою общину. В декабре 2006 года переиздал сборник книг «Славяно-арийские веды», ранее признанный решением суда экстремистским. В августе 2007 года он организовал мероприятия, посвящённые празднованию «Вышнего дня Перуна», в обрядах которого судом было усмотрено «использование экстремистской символики».
В декабре 2008 года Омская прокуратура предъявила А. Ю. Хиневичу обвинение по статье 282 части 1 Уголовного кодекса РФ «Организация деятельности экстремистской организации». 11 февраля 2009 года состоялось слушание по делу Хиневича. 11 июня 2009 года мировой судья Центрального округа Омска признал А. Ю. Хиневича виновным в совершении преступления, предусмотренного ст. 282.2 ч. 1 УК РФ, и назначил ему наказание в виде лишения свободы на срок 1 год 6 месяцев условно с испытательным сроком 2 года.
21 июня 2009 года одним из защитников Хиневича была подана апелляционная жалоба, в которой указывалось на многочисленные нарушения в ходе судебного заседания со стороны мирового судьи В. А. Матыцина и государственного обвинителя С. А. Мигель. В ходе рассмотрения апелляции Центральный районный суд Омска счёл доводы защитников несостоятельными и оставил решение мирового суда в силе.
В 2009 году все зарегистрированные объединения инглингов были закрыты в связи с осуществлением ими экстремистской деятельности (в частности, пропаганды идеи расового превосходства «славяно-ариев» и использования символа свастики-«коловрата»).
1 марта 2011 года вступило в силу решение мирового судьи Омска об отмене условного осуждения и снятии с А. Ю. Хиневича судимости. Поддерживая ходатайство, Хиневич заявил, что встал на путь исправления. Суд признал, что за время отбывания наказания А. Ю. Хиневич показал себя с положительной стороны, не совершал правонарушений и являлся на отметки.
В 2011 году Хиневич возобновил широкую проповедническую деятельность.
22 декабря 2014 года А. Ю. Хиневичу было предъявлено обвинение в разжигании межнациональной и религиозной розни.
2 ноября 2015 года Центральный районный суд Омска признал «Славяно-арийские веды» экстремистской литературой, однако Хиневич и другие заинтересованные лица обжаловали данное решение; 3 февраля 2016 года Омский областной суд оставил апелляционную жалобу без удовлетворения.
Несмотря на судебное преследование, Хиневич открыто продолжает свою деятельность.

## Сочинения
- Инглиизм. Краткий курс. — Омск, 1992[1].
- Серия книг «Славяно-арийские веды», впервые изданные на рубеже 1990—2000-х годов[1].
- А. Хиневич. Джоре (книга 1). — Родович, 2015/2019/2022. — 608 с. — (Путь к истокам). — 3000+1000+2500 экз. — ISBN 978-5-904036-32-4 / 978-5-904036-32-4 / 978-5-904036-42-3.
- А. Хиневич. Возвращение на Реулу (книга 2). — Родович, 2016. — 648 с. — (Путь к истокам). — 3000 экз. — ISBN 978-5-904036-36-2.
- А. Хиневич. За гранью восприятия (Книга 3). — Родович, 2016/2022. — 528 с. — (Путь к истокам). — 2000+1500 экз. — ISBN 978-5-904036-43-0.
- А. Хиневич. Иная суть (Книга 4). — Родович, 2018. — 544 с. — (Путь к истокам). — 2000 экз. — ISBN 978-5-904036-42-3.
- А. Хиневич. Неизведанные гати судьбы (Книга 5 часть 1). — Родович, 2021. — 624 с. — (Путь к истокам). — 1000 экз. — ISBN 978-5-6045878-1-2.
- А. Хиневич. Неизведанные гати судьбы (Книга 5 часть 2). — Родович, 2021. — 624 с. — (Путь к истокам). — 1000 экз. — ISBN 978-5-6045878-1-2.
- А. Хиневич. В поисках забытого источника (Книга 6). — Родович, 2022. — 496 с. — (Путь к истокам). — 1000 экз. — ISBN 978-5-6047001-4-3.
- А. Хиневич. Прикосновение к Истокам (Книга 7). — Родович, 2023. — 496 с. — (Путь к истокам). — 1000 экз. — ISBN 978-5-6048883-2-2.